# Drake & Josh (banda sonora)
Drake & Josh: Songs from and inspired by the hit TV Show es el álbum de banda sonora de la serie de Nickelodeon del mismo nombre. También presenta canciones que no fueron usadas en el programa, pero inspiradas en él. La banda sonora también incluye el tema principal de Drake & Josh, «I Found a Way» que fue escrita por Drake Bell y Backhouse Mike.
Con excepción de «Soul Man» una de las canciones más exitosas del programa, las contribuciones al soundtrack de Drake Bell están en su álbum debut titulado Telegraph.
La banda sonora se ha ubicado en el #178 en el Billboard 200 y vendió 1,260 copias en su primera semana.

## Lista de Canciones
| N.º   | Título                                                | Escritor(es)                               | Duración |  |
| 1.    | «I Found a Way»                                       | Drake Bell, Michael Corcoran               | 3:00     |  |
| 2.    | «Chap Stick, Chapped Lips, and Things Like Chemistry» | Relient K                                  | 3:09     |  |
| 3.    | «All I Know»                                          | Pepper's Ghost                             | 3:05     |  |
| 4.    | «Uptight Starcaise»                                   | Hysterics                                  | 3:09     |  |
| 5.    | «Responsibility»                                      | MxPx                                       | 2:37     |  |
| 6.    | «No One»                                              | Stupid                                     | 2:24     |  |
| 7.    | «Can't Explain»                                       | Cherry Monroe                              | 3:31     |  |
| 8.    | «Down We Fall»                                        | Drake Bell, Michael Corcoran               | 6:01     |  |
| 9.    | «Because of Her»                                      | Pepper's Ghost                             | 3:00     |  |
| 10.   | «Highway to Nowhere»                                  | Drake Bell, Morton Shallman, Scott Bennett | 4:00     |  |
| 11.   | «Losin' You»                                          | At Last                                    | 3:54     |  |
| 12.   | «Soul Man»                                            | Drake Bell, Josh Peck                      | 2:25     |  |
| 13.   | «Carry On»                                            | Kyle Riabko                                | 4:59     |  |
| 45:13 |                                                       |                                            |          |  |

- Datos: Q5305583